# Récif Ernest Legouvé
Pour l’article homonyme, voir Ernest Legouvé.
Le récif Ernest Legouvé a été découvert en 1902 par le capitaine du navire français Ernest‑Legouvé. Il est situé dans le Pacifique sud (au sud des îles Tuamotu et à l'est de la Nouvelle-Zélande). Le récif mesurait environ 100 mètres de long et un autre récif avait été signalé à proximité.
Le récif était signalé dans la notice au marin 164/1122/1902 à Paris et l'Organisation hydrographique internationale l'a notifié le 9 février 1957. Il a été cherché en vain en 1982 et 1983. Il s'agit d'une île fantôme, comme d'autres grands récifs des alentours comme le récif Wachusett, le récif Jupiter et le récif Maria-Theresa. Néanmoins, il figure encore sur certaines cartes, et notamment dans l'édition du National Geographic Atlas of the World de 2005.
Par une curieuse coïncidence, Jules Verne situe L'Île mystérieuse dans son roman éponyme à peu près au même endroit que le récif Ernest Legouvé.